# Teorema d'existència
En matemàtiques, un teorema d'existència és un teorema amb un enunciat que comença amb la frase 'existeix(en)'…, o més generalment 'per a tot x, y… existeix(en…'. Això, en termes més formals de lògica simbòlica, és un teorema amb un enunciat que involucra el quantificador existencial. Molts teoremes no ho fan explícitament, com és usual en el llenguatge matemàtic estàndard: per exemple, l'enunciat que la funció sinus és una funció contínua, o qualsevol teorema escrit en la notació O. Una controvèrsia que data del començament del segle xx concerneix el tema de teoremes d'existència purs, i l'acusació relacionada que en admetre'ls les matemàtiques traeixen les seves responsabilitats d'aplicació concreta. El punt de vista matemàtic és que els mètodes abstractes tenen un gran abast, major que el de l'anàlisi numèrica.